# Hann. Münden
Hannoversch Münden ou simplement Münden est une ville allemande située en Basse-Saxe, dont le nom officiel est maintenant Hann. Münden.
Cette ville est appelée en allemand ville des trois rivières car située au confluent de la Werra et de la Fulda qui se rejoignent en donnant naissance à la Weser. Elle est jumelée avec la ville de Chełmno situé en Pologne et Suresnes en France.

## Histoire
| Appartenances historiques Duché de Brunswick-Lunebourg 1235-1269 Principauté de Brunswick-Wolfenbüttel 1269-1345 Principauté de Göttingen 1345-1463 Principauté de Calenberg 1463-1692 Électorat de Brunswick-Lunebourg 1692-1807 Royaume de Westphalie 1807-1813 Royaume de Hanovre 1814-1866 Royaume de Prusse (Province de Hanovre) 1866-1918 République de Weimar 1918-1933 Reich allemand 1933-1945 Allemagne occupée 1945-1949 Allemagne 1949-présent |

## Jumelages
La ville de Hann. Münden est jumelée avec :
- Suresnes (France) depuis 1959[2].
- Holon (Israël) depuis 1988
- Chełmno (Pologne) depuis 1992

## Personnalités nées à Münden
- Adolph Northen, peintre
- Christa Schroeder secrétaire d'Adolf Hitler